# Dlhá (district de Trnava)
Pour les articles homonymes, voir Dlhá.
Dlhá (allemand : Langendorf bei Dürrnbach , hongrois : Felsőhosszúfalu) est un village de Slovaquie situé dans la région de Trnava.

## Histoire
Première mention écrite du village en 1296.

## Démographie

### Évolution de la population
| Année:               | 1994. | 2004.   | 2014.    | 2024.   |
| -------------------- | ----- | ------- | -------- | ------- |
| Nombre de personnes: | 397   | 368     | 444      | 420     |
| Différence:          |       | -7,30 % | +20,65 % | -5,40 % |

| Année:               | 2023. | 2024.   |
| -------------------- | ----- | ------- |
| Nombre de personnes: | 428   | 420     |
| Différence:          |       | -1,86 % |